# Симон, Агнеш
Агнеш Симон (венг. Ágnes Simon; род. 23 сентября 1974 года, Клуж-Напока, Румыния) — венгерская, а ранее румынская биатлонистка и лыжница, участница Олимпийских игр в Сочи.

## Карьера биатлонистки
В сезоне 2003/04 Симон стартовала в ряде этапов Кубка Европы за сборную Румынии, в лучший результат 34-е место в спринте. С 2005 года стала выступать за Венгрию, принимала участие в Кубке Европы в сезонах 2010/11 и 2011/12, лучший результат 42-е место в индивидуальной гонке.

## Карьера лыжницы
В лыжном Кубке мира Симон дебютировала 11 января 2014 года, всего стартовала в двух гонках в рамках Кубка мира, но не поднималась в них выше 57-го места и кубковых очков не завоёвывала. Более регулярно и успешно выступает в Славянском кубке, где её лучшим результатом в общем итоговом зачёте стало 21-е место в сезоне 2012-13.
На Олимпийских играх 2014 года в Сочи была 66-й в спринте и 69-й в гонке на 10 км классическим стилем.
За свою карьеру принимала участие в двух чемпионатах мира, лучший результат 67-е место в гонке на 10 км классическим стилем на чемпионате мира 2011 года.